# Stipa capillata
Stipa capillata o fenàs és una espècie de la família de les poàcies que habita en terrenys poc profunds i secs, en pedregars i pastures de muntanya, en pendents assolellats i secs. Floreix a final de primavera. Forma una herba perenne, de fins a 90 cm d'alçada, erecta i rígida. Les espícules són verdoses, d'1,5-2 cm, glumel·la com una agulla, lema amb pèls, després una aresta llarguíssima, com un cabell, retorçada sobre si mateixa en un tros de 6-8 cm, aspra i formant corbes obertes o espirals. Hi ha 2 o 3 fulles linears, d'1 mm d'ample o poc més, embeinant a la tija i retorçant sobre les arestes, de color verd clar. Les tiges són molt dretes i rodones. El més cridaner d'aquesta gramínia és la seva cabellera desplegada en bucles de 20 cm de longitud.